# Olmo (Arezzo)
Olmo is een plaats (frazione) in de Italiaanse gemeente Arezzo.